# Garhválština
Garhválština (garhválsky गढ़वळि, gaṛhavaḷi, anglicky Garhwali) je indoíránský jazyk rozšířený na severu Indie ve spolkových státech Uttarákhand a Himáčalpradéš. Patří do pahárské (severní) podskupiny indoárijských jazyků. Ovládá ho okolo tří milionů lidí, z toho většina žije v regionu Garhvál ve státě Uttarákhand. Téměř všichni mluvčí garhválštiny zároveň ovládají i hindštinu. Nejbližším příbuzným garhválštiny je kumáónština.
V poslední době garhválština ztrácí na oblibě a zastarává. Mnoho vzdělaných lidí žijících ve městě v tomto regionu stěží garhválštině rozumí. Je mnoho případů, kdy rodiče mluví garhválsky, ale jejich děti již ne. Přestože se zápisem garhválštiny není žádný problém (používá se písmo dévanágarí), nenajdeme téměř žádnou dostupnou literaturu psanou v tomto jazyce. V posledních desetiletích se objevilo několik zpěváků, např. Narendra Singh Negi, kteří svými songy a videoklipy zpopularizovali garhválštinu. Průměrně jeden garhválský film se natočí po čtyřech až pěti letech.

## Příklady

### Číslovky
| Číslice | Garhválsky | Transliterace | Česky |
| १       | यऽक        | yak           | jeden |
| २       | दुई         | dui           | dva   |
| ३       | तीन         | tīn           | tři   |
| ४       | चार         | car           | čtyři |
| ५       | पाँच         | pāñc          | pět   |
| ६       | छॉ          | chau          | šest  |
| ७       | सात         | sāt           | sedm  |
| ८       | आठ         | āṭh           | osm   |
| ९       | न          | na            | devět |
| १०      | दस         | das           | deset |

## Vzorový text
Zdroj: Devbhumi Uttaranchal
Pro srovnání je uveden i hindský text.
| garhválsky       | मैं यख उत्तराखंड का चार धाम यात्रा का बारा मा एक निबंध लिख्णु छोऊ आप सभी जाणदा छन की हमारा उत्तराखंड मा मई बीटी चार धम यात्रा कु शुभारम्भ ह्वे जांदु, यन पवित्र यात्रा का बार मा मैं अप्नु यू छोटू सी प्रयास आपका सामणी अपनी पहाड़ी भाषा मा प्रस्तुत कर्णु छोउं |
| transliterace    | mãi yakha uttarākhaṃḍa kā cāra dhāma yātrā kā bārā mā eka nibaṃdha likhṇu choū āpa sabhī jaṇadā chana kī hamārā uttarākhaṃḍa mā maī bīṭī cāra dhama yātrā ku śubhārambha he jāṃdu, yana pavitra yātrā kā bāra mā mãi apnu yū choṭū sī prayāsa āpakā sāmaṇī apanī pahāṛī bhāṣā mā prastuta karṇu choūṃ         |
| doslovný překlad | já tento Uttarákhand od čtyři příbytky pouť o o o jeden esej psát jsem vy všichni vědoucí jste že našem Uttarákhandu v květen v čtyři příbytky pouť od začátek i přijde, té svaté pouti o o o já svůj tamten malý od výtvor vás před svém horském jazyce v předkládán dělat jsem                              |
| hindsky          | मैं इस उत्तराखंड का चार धाम यात्रे के बारे में एक निबंध लिख रहा हूँ आप सभी जानते हैं कि हमारे उत्तराखंड में मई में चार धाम यात्रे की शुरू आता है, इस पवित्र यात्रे के बारे में मैं अपने उस छोटे प्रयास को आप के सामने अपनी पहाड़ी भाषा में प्रस्तु कर रहा हूँ |
| transliterace    | mãi isa uttarākhaṃḍa kā cāra dhāma yātre ke bāre mẽ eka nibaṃdha likh rahā hū̃ āpa sabhī jānate hā̃i ki hamāre uttarākhaṃḍa mẽ maī mẽ cāra dhāma yātre kī śurū ātā hai, isa pavitra yātre ke bāre mẽ mãi apne usa choṭe prayāsa ko āpa ke sāmane apanī pahāṛī bhāṣā mẽ prastu kar rahā hū̃                       |
| doslovný překlad | já tento Uttarákhand od čtyři příbytky pouť o o o jeden esej psát zůstat jsem vy všichni vědoucí jste že našem Uttarákhandu v květen v čtyři příbytky pouť od začátek přicházející je, té svaté pouti o o o já svůj tamten malý výtvor koho-co vás od před svém horském jazyce v předkládat dělat zůstat jsem |
| česky            | Píšu tento esej o uttarákhandské Pouti čtyř příbytků jak všichni víte, v našem Uttarákhandu v květnu začíná Pouť čtyř příbytků božích, svůj krátký výtvor o té svaté pouti vám předkládám ve svém horském jazyce.                                                                                             |

## Dialekty
- Srinagaria
- Tehri (Gangapariya)
- Badhani
- Dessaulya
- Lohbya
- Majh-Kumaiya
- Bhattiani
- Nagpuriya
- Rathi
- Salani (Pauri)
- Ravai
- Bangani
- Parvati
- Jaunpuri
- Gangadi
- Chandpuri